# Áron Szilágyi (musiker)
Áron Szilágyi, född 1977, är en ungersk mungigespelare. 
År 1998 medverkade han bland annat i den stora mungigefestivalen "Maultrommel '98" i Molln i Österrike tillsammans med A. Horsch.
Den 25 januari 2005 släppte han en skiva, Doromb::ON (Doromb är mungiga på ungerska). Han spelar endast på sin fars, mungigesmeden Zoltan Szilagyis, mungigor på skivan. Spår och mungigor:
1. Tunguz meteor (9:06), Mungiga/Mungigor: Polinesian Totem
2. Balkáni ördög/Balkan Devil (6:45), Mungiga/Mungigor: Black fire G’ och Black fire G,
3. Kenderkóc/Tow (5:28), Mungiga/Mungigor: Chancellor, Orion
4. Pixel (5:49), Mungiga/Mungigor: Daisy Cutter
5. Jakutsk-Budapest Metroline, Mungiga/Mungigor: Baykal
6. Millió fényév/ A Million Light Year (3:30), Mungiga/Mungigor: Tibet
7. Mikronézia/ Micronasia, Mungiga/Mungigor: Black Forest, Black fire, Chancellor Nova
8. Dervish (5:27), Mungiga/Mungigor: Aztec Mini, Bendegúz